# معبد میجی

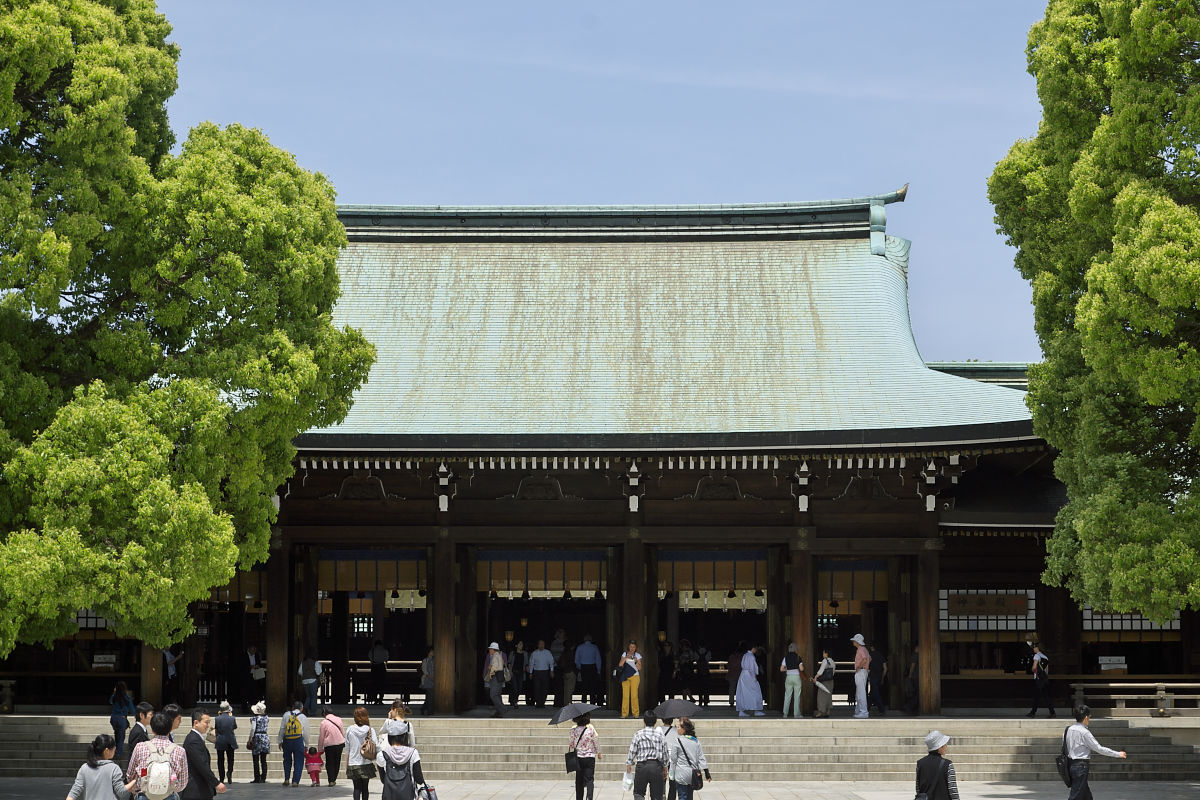
معبد میجی در شیبویا.

معبد میجی (به ژاپنی: 明治神宮 Meiji Jingū) یا میجی جینگو در منطقهٔ شیبویای توکیو، پایتخت ژاپن واقع شده‌است. این معبد در کنار پارک یویوگی قرار دارد و در سال ۱۹۲۰ میلادی ساخته شده‌است.

## باغ معبد

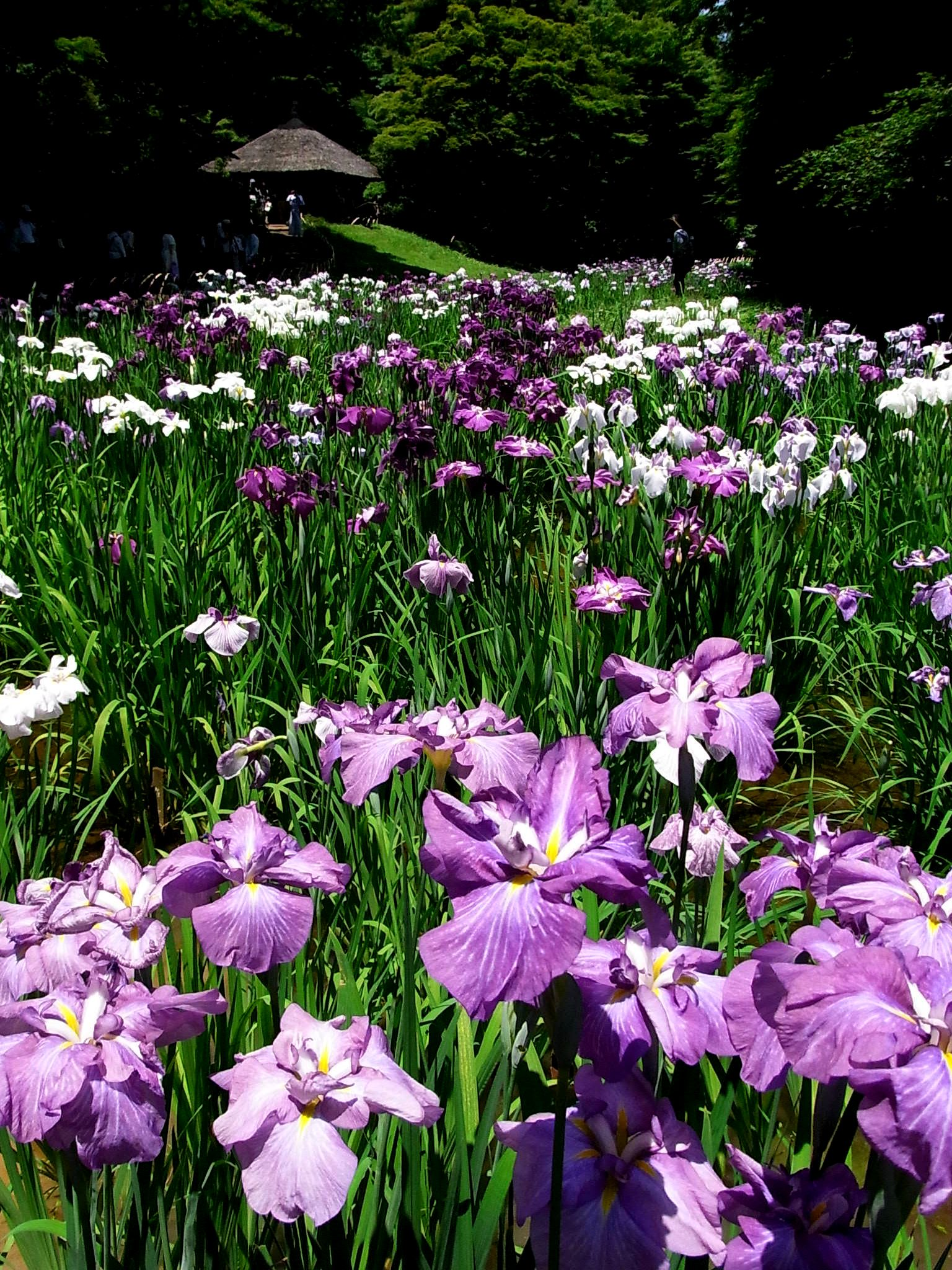
گل‌های زنبق در معبد میجی در شیبویا.

باغ بسیار وسیع درون این معبد میجی جینگو گیوئن یا به اختصار جینگو گیوئن (باغ معبد) (به ژاپنی: 神宮御苑) نامیده می‌شود. در باغ معبد گل‌های زنبق بسیاری کاشته شده‌است. بهترین فصل برای دیدار از این قسمت باغ در ماه ژوئن می‌باشد. در این ماه ورودی به قسمت گل‌های زنبق ۵۰۰ می‌باشد.
باغ بیرونی معبد میجی به اختصار جینگو گایئن (باغ بیرونی معبد) (به ژاپنی: 神宮外苑) در شینجوکو قرار دارد و امروزه پارک میجی جینگو گایئن خوانده می‌شود.

## ایستگاه‌های اطراف معبد میجی
- ورود از در جنوبی
  - ایستگاه هاراجوکو به وسیلهٔ خط یامانوته وابسته به جی آر می‌توان به این ایستگاه رسید.
  - ایستگاه میجی جیینگو مائه (هاراجوکو) به وسیلهٔ خط چیودا C 03 و خط فوکوتوچین F 15 وابسته به متروی توکیو می‌توان به این ایستگاه رسید.

## نگارخانه

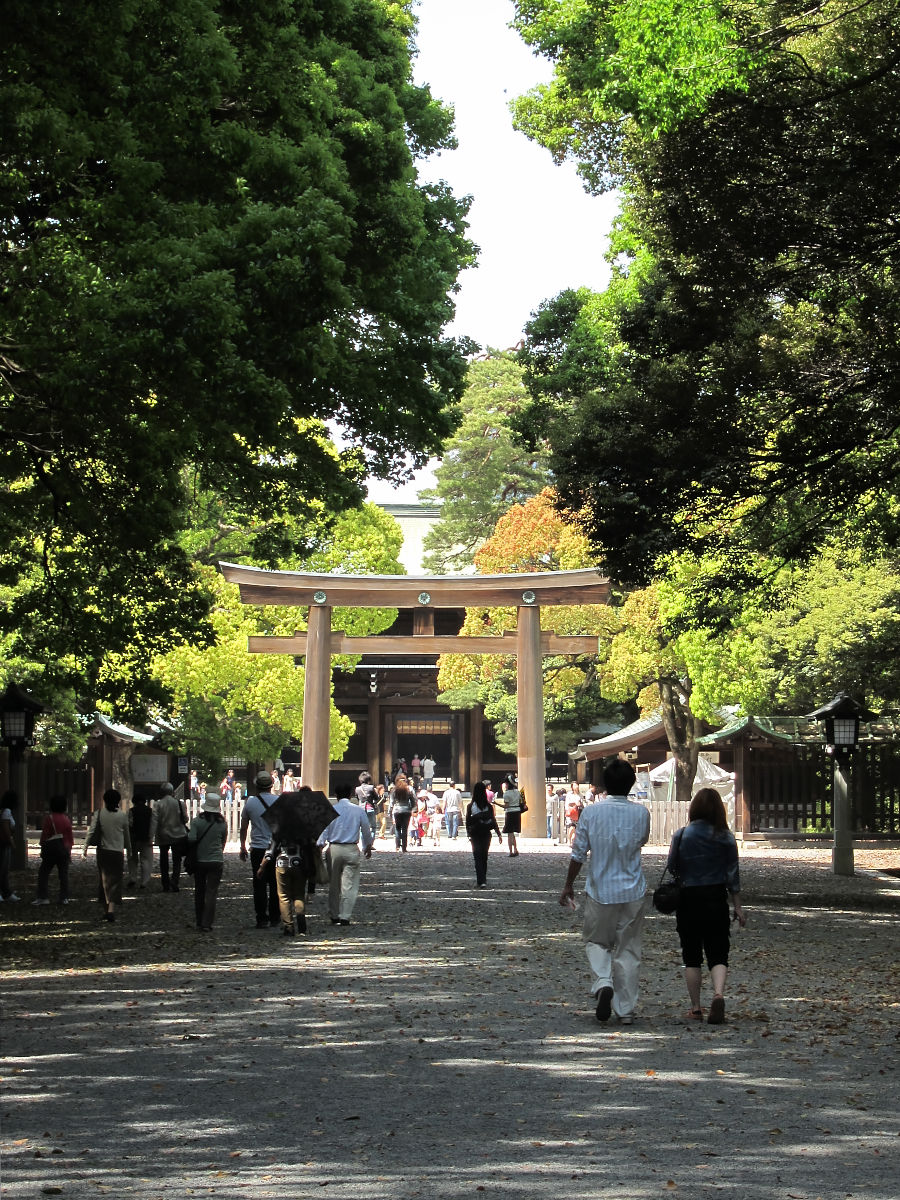
معبد میجی
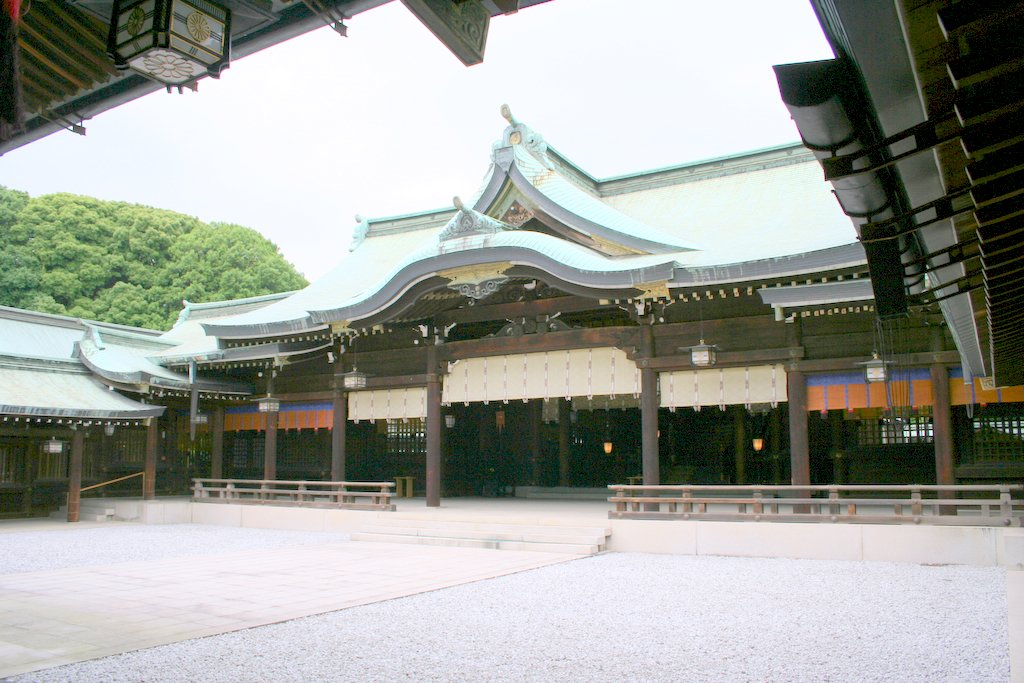
معبد میجی
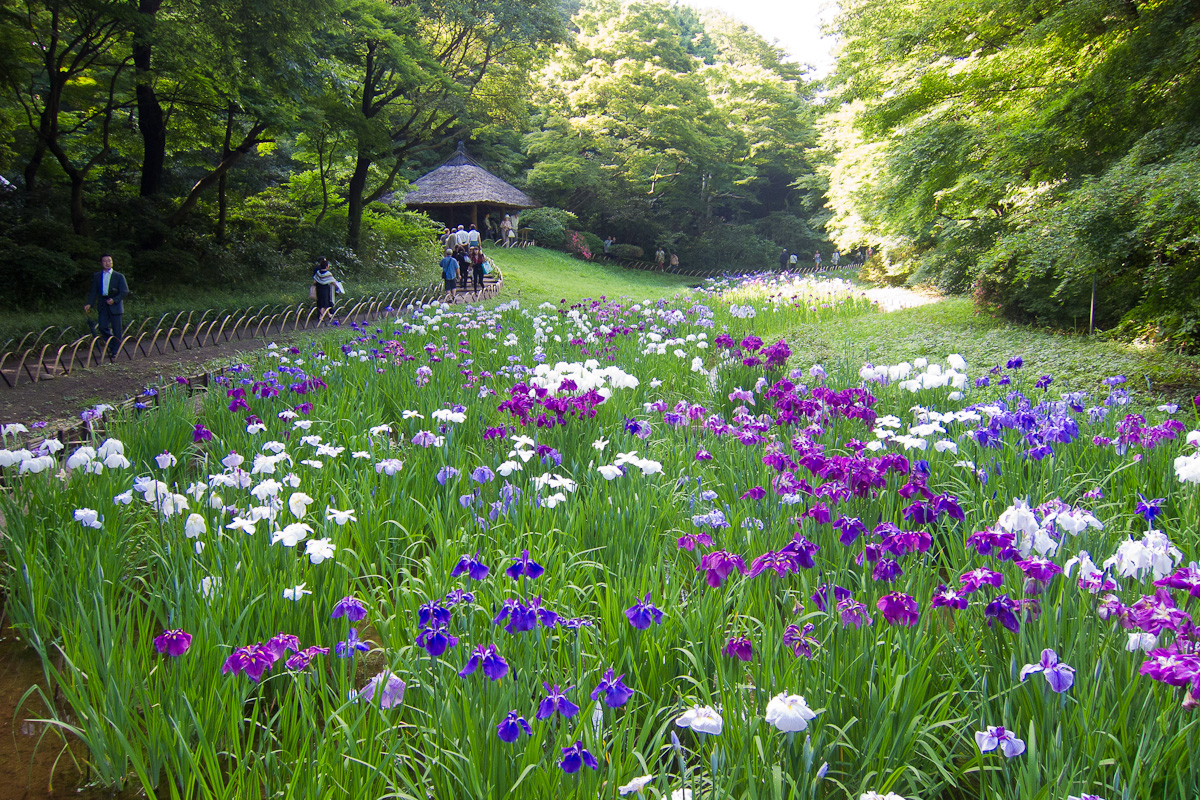
باغ داخل معبد یا جینگو گیوئن